# Take That-diszkográfia
A brit popzenei csapat, a Take That diszkográfiája öt stúdióalbumot, két válogatásalbumot, 27 kislemezt és 11 DVD-t tartalmaz. Az együttes debütáló kislemeze 1991-ben jelent meg az Egyesült Királyságban Do What U Like címmel, ezt követte a Promises és 1992-ben a Once You've Tasted Love. Ezek a kislemezek csak kisebb sikert értek el az Egyesült Királyságban.
Átütő sikert az 1970-es Tavares-dal, a It Only Takes A Minute feldolgozása hozta meg számukra, amely a brit kislemez lista 7. helyére került fel. Ezt követte az  I Found Heaven és az A Million Love Songs, mindkét dal bekerült a Top 20-ba. Feldolgozták Barry Manilow disco sikerdalát, a Could It Be Magic-et, amely nagy sikert hozott, a 3. helyre került fel az Egyesült Királyság kislemez listáján. Első albumuk, a Take That and Party szintén 1992-ben jelent meg. 1993-ban jelent meg második nagylemezük, az Everything Changes. Ez négy number one kislemezt hozott: a Pray-t, a Relight My Fire-t, a Babe-t és a címadó dalt, az Everything Changes-t. Az ötödik kislemez, a Love Ain't Here Anymore a 3. helyezést érte el. Az Everything Changes című album nemzetközi sikert hozott az együttesnek.
1995-ben kijött a harmadik nagylemez, a Nobody Else, amely egy újabb number one kislemezt hozott Angliában, a Sure-t. Az album második kislemeze, a Back for Good lett a legsikeresebb, világszerte 31 országban lett az első helyezett.
1995 nyarán Robbie Williams kiszállt az együttesből. A Take That nem rettent meg a veszteségtől, folytatták a Nobody Else promotálását, besöpörtek egy újabb number one kislemezt Angliában, a Never Forget-et. 1996 februárjában hivatalosan bejelentették, hogy feloszlanak. Ezt követően megjelent a Greatest Hits című válogatásalbum, amely egy új dalt is tartalmazott, a Bee Gees How Deep Is Your Love című dalának feldolgozását. Ez volt az együttes utolsó number one kislemeze.
2005 novemberében visszatértek a brit slágerlista élére a Never Forget - The Ultimate Collection című válogatásalbummal, amely a legsikeresebb kislemezeiket tartalmazta, aztán 2006 májusában bejelentették, hogy 10 év után újra összeállnak. Visszatérő albumuk, a Beautiful World az Egyesült Királyság album listájának első helyére került és jelenleg is a 35 legjobban eladott lemez között van az Egyesült Királyságban. Az album első kislemeze, a Patience 2006 novemberében jelent meg és a megjelenés utáni második héten az első helyre került, ezt követte a Shine, a következő number one kislemez. Az album többi kislemeze: I'd Wait for Life és a Rule the World a második helyezést érte el 2007 karácsonyán.
Következő nagylemezük a The Circus volt, ennek első kislemeze, a Greatest Day 2008 novemberében az első helyen debütált a brit kislemez listán. Az album egy hónappal később jelent meg és szintén a slágerlista élére került. A második kislemez, az Up All Night az Egyesült Királyságban a kislemez lista 14. helyére került, ezt követte a Said It All, amely a 9. lett.
2009 novemberében jelent meg a Take That első élő albuma, a The Greatest Day - Take That Present: The Circus Live.

## Albumok

### Stúdióalbumok
| 1992                                                                                                   | Take That and Party - Megjelent: 1992. augusztus 17. - Kiadó: RCA Records (#74321109232) - Formátum: CD, kazetta       | 2 | —  | —  | —  | 28 | — | 2  | 21 | —  | 38 |                  | - UK: 2× platinalemez                                                                           |
| 1993                                                                                                   | Everything Changes - Megjelent: 1993. október 23. - Kiadó: RCA (#74321169262) - Formátum: CD, kazetta                  | 1 | 24 | 7  | —  | 4  | — | 3  | —  | 27 | 9  |                  | - UK: 4× platinalemez - AUT: aranylemez                                                         |
| 1995                                                                                                   | Nobody Else - Megjelent: 1995. május 8. - Kiadó: RCA (#74321279092) - Formátum: CD, kazetta                            | 1 | 2  | 1  | —  | 1  | — | 1  | 4  | 7  | 1  |                  | - UK: 2× platinalemez - EU: 2× platinalemez - CAN: Platinum                                     |
| 2006                                                                                                   | Beautiful World - Megjelent: 2006. november 27. - Kiadó: Polydor Records (#1715551) - Formátum: CD, digitális letöltés | 1 | 32 | 8  | 2  | 2  | 1 | 33 | 34 | 40 | 6  | - UK: 2,616,944  | - UK: 8× platinalemez - EU: 3× platinalemez                                                     |
| 2008                                                                                                   | The Circus - Megjelent: 2008. december 1. - Kiadó: Polydor (#1787444) - Formátum: CD, digitális letöltés               | 1 | —  | 42 | 13 | 14 | 1 | 68 | 38 | 25 | 22 | - UK: 2,200,000+ | - UK: 7× platinalemez - IRE: 8 x platinalemez - EU: 2 x platinalemez                            |
| 2010                                                                                                   | Progress - Megjelent: 2010. november 15. - Kiadó: Polydor - Formátum: CD, digitális letöltés                           | 1 | 65 | 2  | 1  | 1  | 1 | 4  | 25 | 7  | 2  | - UK: 2,800,000+ | - UK: 6× platinalemez - GER: platinalemez - NL: aranylemez - DK: platinalemez - SWI: aranylemez |
| A "—" jel azt jelenti, hogy az adott országban nem volt helyezése az albumnak, vagy nem is jelent meg. | |   |    |    |    |    |   |    |    |    |    |                  |                                                                                                 |

### Koncertalbumok
| Év   | Cím                                                   | Album                                                                               | Legmagasabb helyezés | Legmagasabb helyezés | Eladás        | Minősítés           |
| Év   | Cím                                                   | Album                                                                               | UK                   | IRE                  | Eladás        | Minősítés           |
| ---- | ----------------------------------------------------- | ----------------------------------------------------------------------------------- | -------------------- | -------------------- | ------------- | ------------------- |
| 2009 | The Greatest Day ‒ Take That Present: The Circus Live | - Megjelent: 2009. november 30. - Kiadó: Polydor - Formátum: CD, digitális letöltés | 3                    | 16                   | - UK: 514,403 | - IRE: platinalemez |
| 2011 | Progress Live                                         | - Megjelent: 2011. november 28. - Kiadó: Polydor - Formátum: CD, digitális letöltés | 12                   | 24                   |               |                     |

### Válogatásalbumok
| 1996                                                                                                   | Greatest Hits - Megjelent: 1996. március 1. - Kiadó: BMG (#74321355582) - Formátum: CD                            | 1   | 10 | 1 | 1  | 26 | 1 | 6 | 4 | 2  | - UK: 1,060,376 | - UK: 3× platinalemez - EU: 3× platina - AUT: platinalemez - GER: platinalemez - SWI: platinalemez |
| 2001                                                                                                   | The Best of Take That - Megjelent: 2001. október - Kiadó: Calipso - Formátum: CD                                  | -   | -  | - | -  | -  | - | - | - | -  |                 | |
| 2002                                                                                                   | Forever... Greatest Hits - Megjelent: 2002. március - Kiadó: BMG - Formátum: CD                                   | -   | -  | - | -  | -  | - | - | - | -  |                 | |
| 2005                                                                                                   | Never Forget - The Ultimate Collection - Megjelent: 2005. november 14. - Kiadó: BMG (#82876748522) - Formátum: CD | 2   | 72 | - | 91 | 12 | - | - | - | 73 | - UK: 995,371   | - UK: 3× platinalemez - IRE: 2× platinalemez                                                       |
| 2006                                                                                                   | The Platinum Collection - Megjelent: 2006. november 27. - Kiadó: BMG (#) - Formátum: CD                           | 127 | —  | — | —  | —  | — | — | — |    |                 | |
| A "—" jel azt jelenti, hogy az adott országban nem volt helyezése az albumnak, vagy nem is jelent meg. | |     |    |   |    |    |   |   |   |    |                 | |

### Középlemezek
| Cím        | Album                                                                             | Legmagasabb helyezés | Legmagasabb helyezés | Legmagasabb helyezés | Legmagasabb helyezés | Legmagasabb helyezés |
| Cím        | Album                                                                             | UK                   | DEN                  | IRE                  | GER                  | NLD                  |
| ---------- | --------------------------------------------------------------------------------- | -------------------- | -------------------- | -------------------- | -------------------- | -------------------- |
| Progressed | - Megjelent: 2011. június 10. - Kiadó: Polydor - Formátum: CD, digitális letöltés | 1                    | 1                    | 2                    | 11                   | 21                   |

## Kislemezek
| Év   | Kislemez                             | Legmagasabb helyezés | Legmagasabb helyezés | Legmagasabb helyezés | Legmagasabb helyezés | Legmagasabb helyezés | Legmagasabb helyezés | Legmagasabb helyezés | Legmagasabb helyezés | Legmagasabb helyezés | Legmagasabb helyezés | Minősítés                          | Album               |
| Év   | Kislemez                             | UK                   | AUS                  | AUT                  | DEN                  | GER                  | IRE                  | NL                   | NOR                  | SWE                  | SWI                  | Minősítés                          | Album               |
| ---- | ------------------------------------ | -------------------- | -------------------- | -------------------- | -------------------- | -------------------- | -------------------- | -------------------- | -------------------- | -------------------- | -------------------- | ---------------------------------- | ------------------- |
| 1991 | Do What U Like                       | 82                   | —                    | —                    | —                    | —                    | —                    | —                    | —                    | —                    | —                    |                                    | Take That and Party |
| 1991 | Promises                             | 38                   | —                    | —                    | —                    | —                    | —                    | —                    | —                    | —                    | —                    |                                    | Take That and Party |
| 1992 | Once You've Tasted Love              | 47                   | —                    | —                    | —                    | —                    | —                    | —                    | —                    | —                    | —                    |                                    | Take That and Party |
| 1992 | It Only Takes a Minute               | 7                    | —                    | —                    | —                    | —                    | 11                   | —                    | —                    | —                    | —                    |                                    | Take That and Party |
| 1992 | I Found Heaven                       | 15                   | —                    | —                    | —                    | 56                   | —                    | —                    | —                    | —                    | —                    |                                    | Take That and Party |
| 1992 | A Million Love Songs                 | 7                    | —                    | —                    | —                    | —                    | —                    | 50                   | —                    | —                    | —                    |                                    | Take That and Party |
| 1992 | Could It Be Magic                    | 3                    | 30                   | —                    | —                    | 37                   | 3                    | —                    | —                    | 30                   | —                    | - UK ezüstlemez                    | Take That and Party |
| 1993 | Why Can't I Wake Up With You         | 2                    | —                    | —                    | —                    | 68                   | 7                    | —                    | —                    | —                    | —                    | - UK ezüstlemez                    | Everything Changes  |
| 1993 | Pray                                 | 1                    | 10                   | 24                   | —                    | 21                   | 2                    | 38                   | 8                    | 17                   | 24                   | - UK aranylemez                    | Everything Changes  |
| 1993 | Relight My Fire (közreműködik: Lulu) | 1                    | 33                   | 27                   | —                    | 18                   | 2                    | 10                   | —                    | 32                   | 18                   | - UK ezüstlemez                    | Everything Changes  |
| 1993 | Babe                                 | 1                    | —                    | —                    | 12                   | 9                    | 1                    | 5                    | 10                   | 7                    | 8                    | - GER aranylemez - UK platinalemez | Everything Changes  |
| 1994 | Everything Changes                   | 1                    | 58                   | 26                   | —                    | 17                   | 2                    | 7                    | —                    | —                    | 22                   | - UK ezüst                         | Everything Changes  |
| 1994 | Love Ain't Here Anymore              | 3                    | 38                   | —                    | —                    | 39                   | 4                    | 24                   | —                    | —                    | —                    | - UK ezüst                         | Everything Changes  |
| 1994 | Sure                                 | 1                    | 31                   | —                    | —                    | 24                   | 3                    | 15                   | —                    | 30                   | 24                   | - UK ezüst                         | Nobody Else         |
| 1995 | Back for Good                        | 1                    | 1                    | 3                    | —                    | 1                    | 1                    | 2                    | 1                    | 2                    | 2                    | - UK platina                       | Nobody Else         |
| 1995 | Never Forget                         | 1                    | 12                   | 17                   | —                    | 10                   | 1                    | 8                    | 14                   | 34                   | 6                    | - UK aranylemez                    | Nobody Else         |
| 1996 | How Deep Is Your Love                | 1                    | 12                   | 7                    | —                    | 7                    | 1                    | 7                    | 6                    | 7                    | 5                    | - UK platina                       | Greatest Hits       |
| 2006 | Patience                             | 1                    | 29                   | 4                    | —                    | 1                    | 2                    | 12                   | 14                   | 6                    | 1                    | - GER aranylemez - UK aranylemez   | Beautiful World     |
| 2007 | Shine                                | 1                    | —                    | 24                   | —                    | 21                   | 2                    | 20                   | —                    | —                    | 27                   | - UK ezüst                         | Beautiful World     |
| 2007 | I'd Wait for Life                    | 17                   | —                    | —                    | —                    | —                    | 32                   | —                    | —                    | —                    | —                    |                                    | Beautiful World     |
| 2007 | Reach Out                            | —                    | —                    | 64                   | —                    | 44                   | —                    | —                    | —                    | —                    | —                    |                                    | Beautiful World     |
| 2007 | Rule the World                       | 2                    | —                    | 50                   | —                    | 15                   | 3                    | 57                   | —                    | —                    | 25                   | - UK aranylemez                    | Beautiful World     |
| 2008 | Greatest Day                         | 1                    | —                    | 43                   | —                    | 27                   | 2                    | 30                   | —                    | 41                   | —                    | - UK ezüst                         | The Circus          |
| 2009 | Up All Night                         | 14                   | —                    | —                    | —                    | —                    | 14                   | —                    | —                    | —                    | —                    |                                    | The Circus          |
| 2009 | The Garden                           | 97                   | —                    | 48                   | —                    | 20                   | —                    | 73                   | —                    | —                    | 36                   |                                    | The Circus          |
| 2009 | Said It All                          | 9                    | —                    | —                    | —                    | —                    | 17                   | —                    | —                    | —                    | —                    |                                    | The Circus          |
| 2010 | The Flood                            | 2                    | —                    | 14                   | 4                    | 12                   | 3                    | 16                   | 3                    | 24                   | 6                    | - DEN arany                        |                     |
| 2011 | Kidz                                 | 28                   | —                    | 58                   | 12                   | 20                   | 45                   | —                    | —                    | —                    | —                    | —                                  | Progress            |
| 2011 | Love Love                            | 15                   | —                    | —                    | —                    | —                    | 27                   | —                    | —                    | —                    | —                    | —                                  | Progress            |
| 2011 | When We Were Young                   | 88                   | —                    | —                    | —                    | —                    | —                    | —                    | —                    | —                    | —                    | —                                  |                     |

### Promóciós kislemezek
| Év   | Dal                             | Megjegyzés |
| ---- | ------------------------------- | --- |
| 2005 | Relight My Fire (Element Remix) | - A Never Forget - The Ultimate Collection című album promóciós kislemeze. Az Egyesült Királyság kislemez listáján a 193. helyen végzett.                                                                        |
| 2009 | Hold Up A Light                 | - Az első koncertlemez, a The Circus promóciós kislemeze, a Circus Tour idejében DVD-formátumban is megjelent. Amikor a videóklipje megjelent, a dal a 123. helyen állt az Egyesült Királyság kislemez listáján. |

## Video albumok
| Év   | Video tartalma | Részletek |
| ---- | --- | --- |
| 1992 | Take That and Party - Megjelent: 1992 - Kiadó: Sony BMG (#) - Formátum: VHS                                                   | - Promóciós videóklipek a Take That And Party című albumról és interjúk az együttessel. |
| 1993 | Take That: Live at Wembley - Megjelent: 1993. november 1. - Kiadó: Sony BMG (#74321164493) - Formátum: VHS                    | - Koncertfelvétel a Wembley Arena-ból, Londonból, 1993. |
| 1994 | Take That ‒ Everything Changes - Megjelent: 1994. július 18. - Kiadó: Sony BMG (#) - Formátum: VHS                            | - Promóciós videóklipeket tartalmaz az Everything Changes című albumról. - Exkluzív interjúk az együttes tagjaival. |
| 1995 | Take That: Live in Berlin - Megjelent: 1995. május 15. - Kiadó: Sony BMG (#74321123373) - Formátum: VHS                       | - Berlini koncertfelvétel 1995-ből. |
| 1995 | Hometown: Live at The G-Mex - Megjelent: 1995. augusztus 14. - Kiadó: Sony BMG (#74321284153) - Formátum: VHS                 | - Koncertfelvétel Manchesterből, 1994-ből. |
| 1995 | Take That: Nobody Else - The Movie - Megjelent: 1995. november 20. - Kiadó: Sony BMG (#74321332253) - Formátum: VHS           | - Dokumentumfilm, amely 1995-ben készült az együttes londoni Earls Court-ban és a Manchester Arena adott koncertjén. |
| 1996 | Greatest Hits - Megjelent: 1996. március 25. - Kiadó: BMG (#74321355683) - Formátum: VHS, laserdisc                           | - Válogatásalbum a Take That legnagyobb sikereiből. Korábban még nem látott felvételek az együttes tagjainak karrierjéről. |
| 2005 | Never Forget: The Ultimate Collection - Megjelent: 2005. november 14. - Kiadó: Sony BMG (#82876748539) - Formátum: DVD        | - 16 videóklipet tartalmaz, köztük az összes első helyezett sikerdalt, koncertfelvételeket és kulisszák mögött készült filmet és fotókat. |
| 2006 | Take That: For the Record - Megjelent: 2006. április 24. - Kiadó: Sony BMG (#82876832769) - Formátum: DVD                     | - Egy évtizeddel a szétválásuk után az együttes tagjai megtörték a csöndet és elmondták az igazságot a Take That-ről ebben a dokumentumfilmben. - Egy speciális dokumentumfilmet is tartalmaz, egy korábban még nem látottat. |
| 2006 | Take That: The Ultimate Tour - Megjelent: 2006. november 6. - Kiadó: Universal Music (#1708380) - Formátum: DVD, Blu-ray Disc | - Koncertfelvétel Manchesterből, 2006-ból. |
| 2008 | Beautiful World Live - Megjelent: 2008. február 25. - Kiadó: Polydor (#1762159) - Formátum: DVD, Blu-ray Disc                 | - Take That élőben a 02 Arena-ból, Londonból. - Az Egyesült Királyság zenei történetének leggyorsabban eladott DVD-je. |
| 2009 | Take That Present: The Circus Live - Megjelent: 2009. november 23. - Kiadó: Polydor - Formátum: DVD, Blu-ray Disc             | - 1. lemez: The Circus Live - A Take That Wembley Stadionban felvett koncertfelvétel teljes anyaga. - 2. lemez: Live Abbey Road Session - Az Abbey Road Stúdióban, 2009-ben zárt ajtók mögött készült felvétel. - A minden idők leggyorsabban eladott zenei DVD-je az Egyesült Királyságban, amely a megjelenése napján állította fel ezt a rekordot. |

## Videóklipek
| Év   | Dal                               | Rendező         |
| ---- | --------------------------------- | --------------- |
| 1991 | "Do What U Like"                  | Willie Smax     |
| 1991 | "Promises"                        | Willie Smax     |
| 1992 | "Once You've Tasted Love"         | James LeBon     |
| 1992 | "It Only Takes a Minute"          | Willie Smax     |
| 1992 | "I Found Heaven"                  | Willie Smax     |
| 1992 | "A Million Love Songs"            | Brad Langford   |
| 1992 | "Could It Be Magic"               | Saffie Ashtiany |
| 1993 | "Why Can't I Wake Up with You"    | Grant Hodgson   |
| 1993 | "Pray"                            | Greg Masuak     |
| 1993 | "Pray" (Canadian Version)         | Linda Krendosn  |
| 1993 | "Relight My Fire"                 | Jimmy Fletcher  |
| 1993 | "Babe"                            | Greg Masuak     |
| 1994 | "Everything Changes"              | Greg Masuak     |
| 1994 | "Love Ain't Here Anymore"         | Grant Hodgson   |
| 1994 | "Sure"                            | Greg Masuak     |
| 1995 | "Back for Good"                   | Vaughan Arnell  |
| 1995 | "Never Forget"                    | David Amphlett  |
| 1995 | "Sunday to Saturday"              | David Amphlett  |
| 1996 | "How Deep Is Your Love?"          | Nicholas Brandt |
| 2005 | "Relight My Fire" (Element Remix) | Jimmy Fletcher  |
| 2006 | "Patience"                        | David Mould     |
| 2007 | "Shine"                           | Justin Dickel   |
| 2007 | "I'd Wait for Life"               | Sean Sparengo   |
| 2007 | "Reach Out"                       | Sean Sparengo   |
| 2007 | "Rule the World"                  | Barney Clay     |
| 2007 | "Rule the World" (Band Version)   | Barney Clay     |
| 2008 | "Greatest Day"                    | Meiert Avis     |
| 2009 | "Up All Night"                    | Daniel Wolfe    |
| 2009 | "The Garden"                      | Daniel Wolfe    |
| 2009 | "Said It All"                     | Lindy Heymann   |
| 2009 | "Hold Up a Light"                 | John Porter     |